# Marco Antonio García
Marco Antonio García Fuentes (San Pedro Sula, Cortés, Honduras, 8 de diciembre de 1981) es un ex futbolista y actual director técnico.

## Director técnico de Atlético Choloma
Se retiró como futbolista cuando tenía tan solo 28 años de edad. En 2009 comenzó a prepararse para luego convertirse en director técnico, y mientras estudiaba pudo ser asistente técnico de Rubén Guifarro en el Atlético Choloma durante 2011, así como entrenador del equipo de reserva de esa misma institución. En 2013 recibe su título de entrenador nacional, y de esa manera quedó habilitado para dirigir cualquier club profesional del país. Con respecto a eso, en agosto de ese mismo año asume como DT del Atlético Choloma de la Liga de Ascenso de Honduras, club que logró llevar a la final del Torneo Apertura 2013, pero la perdió contra el Honduras Progreso con un global de 5-4.

## Clubes

### Como futbolista
| Club             | País     | Año         |
| ---------------- | -------- | ----------- |
| Real España      | Honduras | 2000 - 2001 |
| Deportes Savio   | Honduras | 2002 - 2004 |
| Villanueva F.C.  | Honduras | 2005 - 2007 |
| Atlético Choloma | Honduras | 2008 - 2010 |

### Como entrenador
| Club             | País     | Año         |
| ---------------- | -------- | ----------- |
| Atlético Choloma | Honduras | 2013 - 2014 |
| Villanueva F.C.  | Honduras | 2014 - 2015 |
| Lepaera F.C.     | Honduras | 2016 - 2022 |

## Palmarés

### Como futbolista
| Título               | Club           | País     | Año  |
| -------------------- | -------------- | -------- | ---- |
| Apertura del Ascenso | Deportes Savio | Honduras | 2004 |